# Vereinigung beratender Betriebs- und Volkswirte
Die Vereinigung beratender Betriebs- und Volkswirte e. V. (VBV) ist die älteste berufsfachliche Organisation von freiberuflich tätigen Unternehmensberatern  in der Bundesrepublik Deutschland.
Der Verein ist aus der Gruppe der Freiberufler des Volks- und Betriebswirteverbandes, dem heutigen Bundesverband Deutscher Volks- und Betriebswirte, hervorgegangen, der im Jahre 1946 die Nachfolge des 1902 gegründeten Reichsverband der Deutschen Volkswirte antrat. Gründungstag der VBV ist der 15. März 1947. Sitz des Vereins ist Wuppertal.
Unternehmensberaterinnen und Unternehmensberater, die in der VBV Mitglied sein wollen, müssen einen hohen Qualifikationsstand nachweisen sowie sich den Richtlinien über die Berufsauffassung und Berufsausübung unterwerfen.

## Vorstand
1. Vorsitzender: Wolfram Müller, stellvertr. Vorsitzende Hans G. Kreutzenbeck, Richard Schwarz und Bernd Sprankel